# Police des Vins
La police des vins ("policía de los vinos") fue una serie de códigos y prácticas comerciales establecidas en los siglos XIII y XIV que rigieron el comercio de vino dentro de la región de Burdeos y el uso de su puerto por las regiones vecinas. Los códigos pretendían proporcionar al vino de Burdeos una posición predominante en la región y en el mercado del vino inglés.
Los códigos tuvieron un efecto particular en los vinos de la región de Languedoc, cuyos vinos no podían viajar por el río Garona para ser vendidos en Burdeos hasta después del 1.º de diciembre. Esto hacía que aquellos productores se perdieran la temporada más activa para el comercio, cuando los precios estaban en lo más alto. Turgot, ministro de finanzas con Luis XVI, describió el efecto de este arreglo en el siglo XVIII: "Mantener este sistema de reglas, ideado lo más ingeniosamente posible para garantizar al burgués de Burdeos, a los dueños de los viñedos locales, el precio alto más para sus propios vinos, y en desventaja para los cultivadores del resto de provincias meridionales."